# Деражнянський район (Ровенська область)
Деражнянський район — колишнє адміністративне утворення у складі Ровенської області Української РСР з центром у селі Деражне.

## Історія
Указом Президії Верховної ради Української РСР від 17 січня 1940 року в Ровенській області були  утворені 30 адміністративних районів, серед них — Деражнянський з Деражненської і Стидинської волостей Костопільського повіту з центром у селі Деражне. У першій половині 1944 року відновлено довоєнний адміністративний поділ області.
За даними районного відділу МДБ станом на квітень 1948 року з району було депортовано 155 родин «бандпособників» і націоналістів.
Указом Президії Верховної ради УРСР від 21 січня 1959 року «Про ліквідацію деяких районів Ровенської області» ліквідовані 11 районів Ровенської області, серед яких Деражнянський район. Його територія була приєднана до складу Клеванського та Степанського районів.